# 's-Gravenzande
 's-Gravenzande is een stad met 23.470 inwoners in 2023, gelegen in de streek het Westland. De plaats maakt deel uit van de gemeente Westland (provincie Zuid-Holland) en is de grootste nederzetting in die gemeente.

## Ligging
's-Gravenzande ligt in het westen van de gemeente Westland. In het noorden ligt de plaats Monster, in het oosten ligt Naaldwijk en in het zuiden liggen Maasdijk en Hoek van Holland. De zuidgrens loopt achter het Staelduinse Bos en langs de Middenwetering. De noord- en oostgrens volgen oude waterlopen als de Vlotwetering, Monsterse Vaart en Poelwatering. In het westen wordt 's-Gravenzande begrensd door een smalle duinstrook met daarachter de Noordzee.
Rond 1900 was het grondgebied van 's-Gravenzande twee keer zo groot als nu. Voorheen hoorde Hoek van Holland ook bij 's-Gravenzande, maar dit gebied is in 1914 afgestaan aan Rotterdam door de stormachtige ontwikkeling van de haven en het gereedkomen van de Nieuwe Waterweg. In 1939 en 1957 zijn nog kleine grenscorrecties uitgevoerd en is onder meer grondgebied afgestaan aan Monster. Tot 's-Gravenzande behoort ook de kleine kern Heenweg.

## Geschiedenis

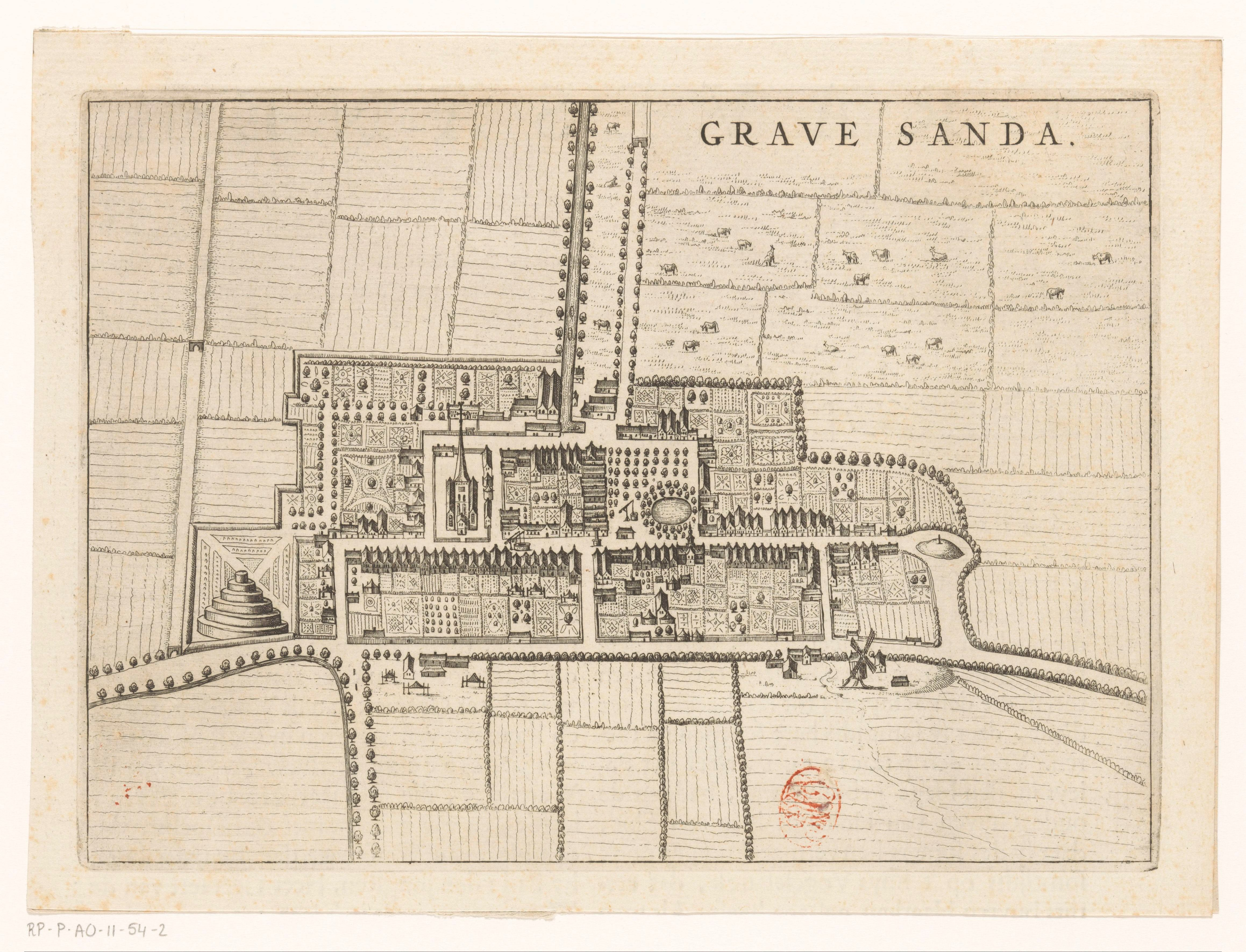
Plattegrond van 's-Gravenzande in 1652 door Blaeu.

's-Gravenzande is ontstaan op een zandplaat ten noorden van de oude Maasmonding. Het werd tegen het water beschermd door een haakvormige strandwal en aansluitend een stelsel van polderdijken. Op deze zandplaat liet de graaf van Holland rond 1200 een hof bouwen waaraan de stad zijn naam ontleende.
Voor de komst van het hof was het gebied al bewoond en waarschijnlijk was er daardoor een haven. De nederzetting werd aangelegd langs de Langestraat die evenwijdig aan de Maasoever liep. Later kwam haaks op deze weg de Hoflaan die naar het Hof liep. Het hof was waarschijnlijk slechts een jachtverblijf met een luxe ontginningsboerderij. Maar na de dood van graaf Floris IV werd het de permanente woonplaats van zijn weduwe, Machteld van Brabant, die er andere instellingen stichtte, zoals een kapel in 1235, een begijnhof in 1255 en een gasthuis. Daar kwam nog een klooster bij in 1427.
In 1246 kreeg 's-Gravenzande stadsrechten van graaf Willem II van Holland, op aandringen van zijn moeder Machteld. Van een stedelijke ontwikkeling kwam het echter niet. De economie bleef beperkt tot landbouw en veeteelt en het dorp groeide maar langzaam. In 1238 werd de kapel een parochiekerk. Het Mariabeeld zou tot aan de Reformatie een aantrekkingskracht hebben gehad op bedevaartgangers.
Gedurende de Hoekse en Kabeljauwse twisten in 1418 is de plaats platgebrand waarbij waarschijnlijk ook het grafelijke hof is verwoest. In de periode hierna was sprake van stagnatie, gezien het aantal huizen dat tussen 1504 en 1732 met ongeveer 100 gelijk is gebleven. Het inwoneraantal steeg wel door de hogere bezetting van woningen. Het klooster, begijnhof en gasthuis sloten eind zestiende eeuw de deuren.

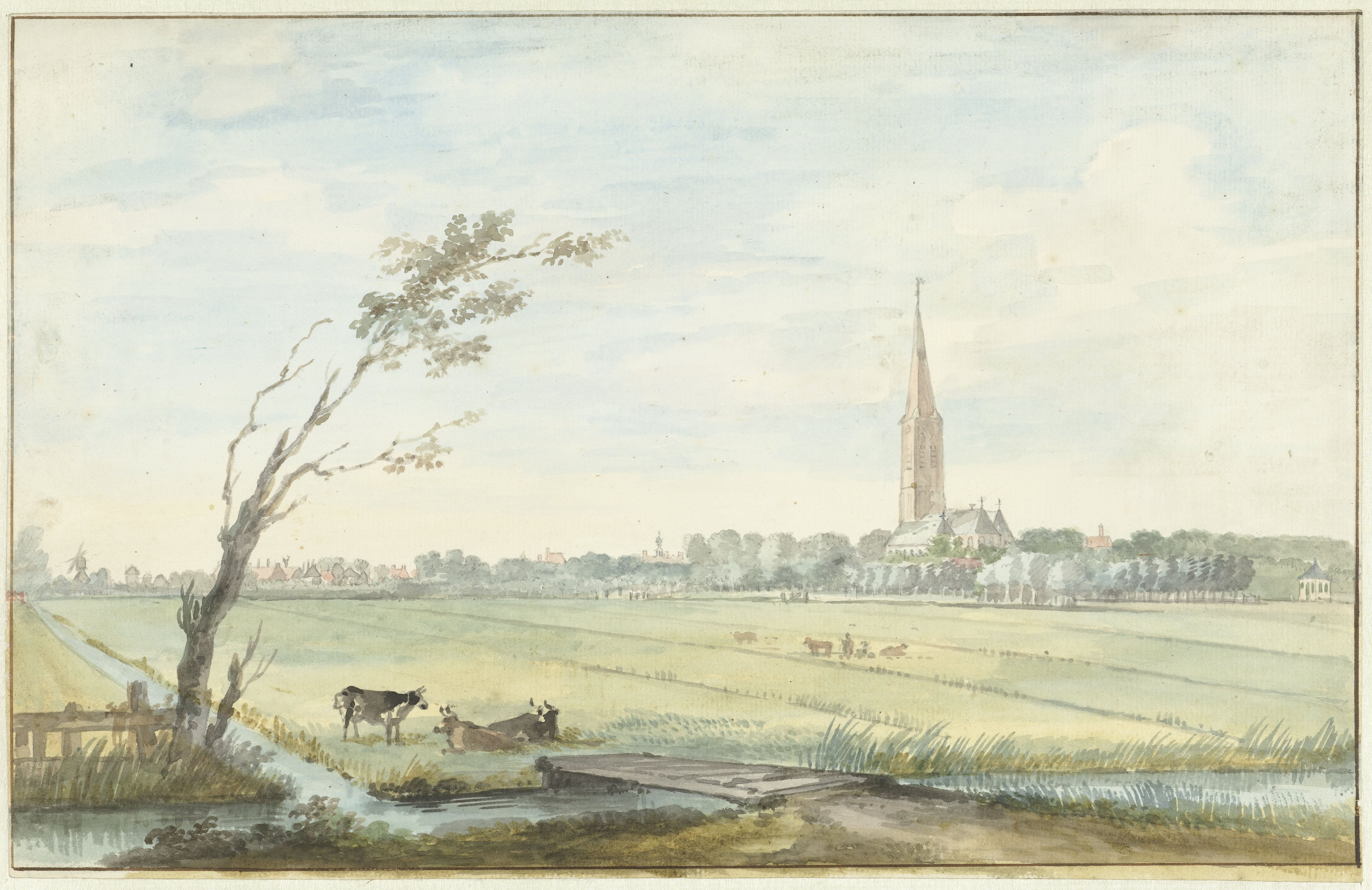
Tekening aquarel van 's-Gravenzande met de kerktoren voor de instorting, door Aart Schouman, 1745.

In 1809 stortte de kerktoren in en verwoestte hierbij het schip. Met steun van koning Willem I is er aan de Langestraat een nieuwe kerk gebouwd, de dorpskerk.
Op de Kruikiuskaart van 1712 worden in en rond 's-Gravenzande tien buitenplaatsen benoemd. Buitenplaatsen werden door rijke stedelingen gebruikt om een deel van het jaar in door te brengen. Dit werd gezien als gezond en het bezit was een teken van welstand. De oudste buitenplaats bij 's-Gravenzande was Vreeburg uit de tweede kwart van de zeventiende eeuw. Alsemgeest had met bijna 40 hectare de grootste oppervlakte. Ouwendijk was een buitenplaats die ontstaan was uit een adellijke hofstede. Andere buitenplaatsen waren Zuidwind, Dijkerwaal en Wilthof.
Vanaf 1800 kwam er een stijging in het aantal inwoners. Deze stijging had te maken met opboei van de tuinbouw en de daarbij behorende handel. Rond 1850 waren landbouw en tuinbouw de belangrijkste economische sectoren. Eind negentiende eeuw was het belang van de tuinbouw gegroeid en door het arbeidsintensieve karakter groeide ook het inwoneraantal sterk. Een veilingvereniging voor tuinbouwproducten werd in 1889 opgericht. In 1903 kreeg de vereniging een apart onderkomen en in 1914 verhuisde zij naar het noorden van de dorpskern met een ligging aan de vaart.
In 1883 werd 's-Gravenzande aangesloten op het tramnetwerk van de Westlandsche Stoomtramweg Maatschappij, vanuit Loosduinen. In 1905 verrees het eerste station aan de Monsterse Weg en werd de lijn verlengd naar Hoek van Holland. Een post- en telegraafkantoor kwam in 1908 en dat jaar erop werd een nieuwe korenmolen geplaatst aan de Naaldwijkseweg ter vervanging van een molen aan de Molenstraat, de molen van Maat.
Tussen 1920 en 1940 is het dorp planmatig uitgebreid in oostelijke richting bijvoorbeeld langs de v.d. Kasteelestraat en de Mr. de Fremerystraat. Na de Tweede Wereldoorlog zou dit deel verder ontwikkeld worden. De tuinbouw bleef groeien en rond het dorp werden dan ook steeds meer kassen gebouwd. Ook verscheen er nijverheid zoals de fabricage van kisten en broeiramen, een houtzagerij en zeilmakerij.
Tijdens de Tweede Wereldoorlog werden vanwege de bouw van een tankgracht ruim 400 woningen afgebroken en moesten 1500 mensen worden geëvacueerd. Na de oorlog kwamen nieuwe woonwijken ten oosten en zuiden van de kern. De groei was vooral groot in de jaren zestig en zeventig. In 1952 werd er nog een nieuwe goederenlijn naar de veiling aangelegd.(de lijn naar Hoek van Holland verdween in 1951). In 1972 werd de veiling uitgebreid na de fusie met andere Westlandse veilingen tot Westland Zuid. Daarnaast breidde het dorp uit in westelijke richting. De veiling-lijn en daarmee de hele lijn tot aan Poeldijk verdween in 1965.
Tot 1 januari 2004 was 's-Gravenzande een zelfstandige gemeente met daarin ook het dorp Heenweg. Daarna is het met buurgemeenten opgegaan in de nieuwe gemeente Westland in het kader van de gemeentelijke herindeling Westland.

## Monumenten

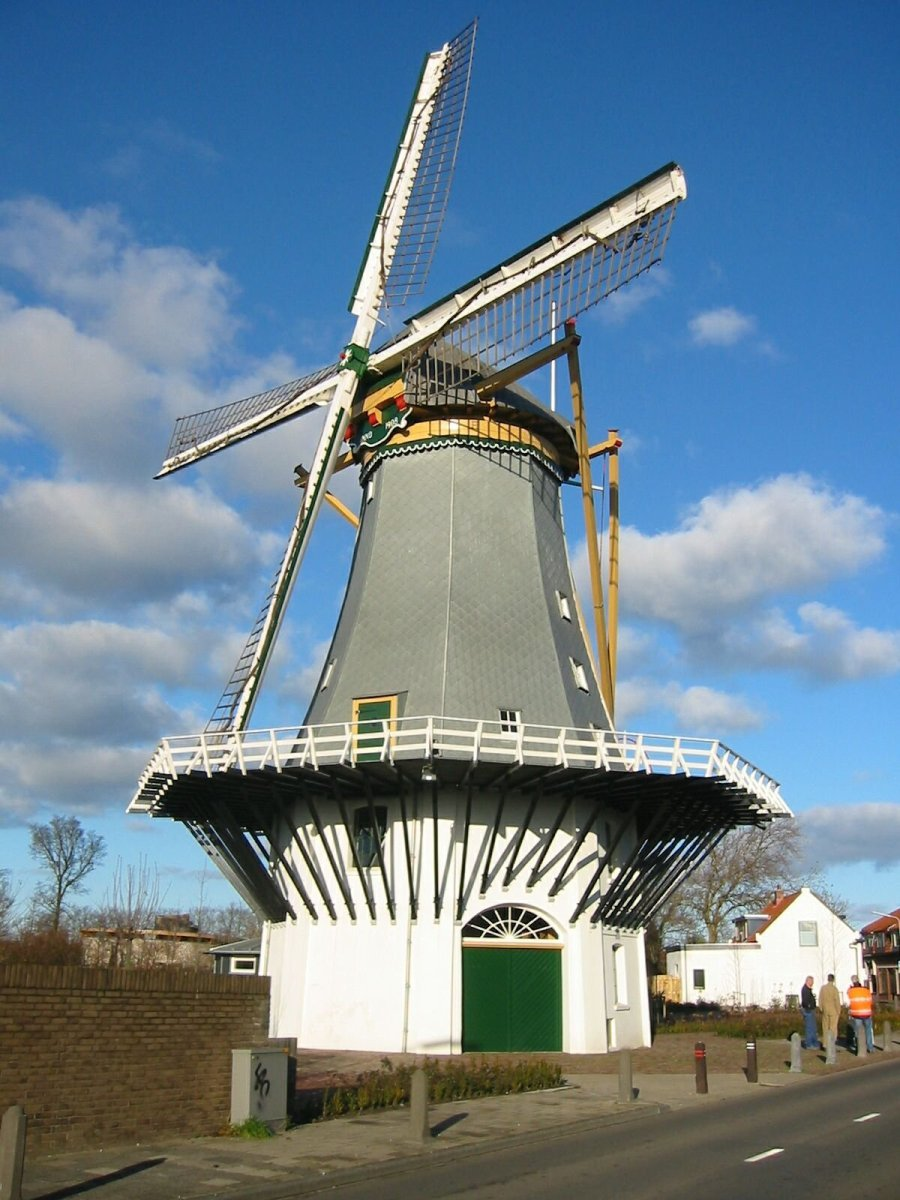
De Molen van Maat uit 1909.

Vanaf de 13e eeuw tot het midden van de 19e eeuw stonden in 's-Gravenzande twee korenmolens, de "voormolen" en de "achtermolen". Tegenwoordig staat als enige de Molen van Maat, die sinds 2002 weer in bedrijf is.
In en om het dorp staan vrij veel goedbewaarde kleine villa's in art-decostijl, veelal versierd met glas in lood, geglazuurde stenen of dakpannen en opvallende gebogen of vooruitspringende daklijsten.
De Dorpskerk is een hallenkerk uit begin 19e eeuw die de verwoeste kerk uit de 14e eeuw verving. Onder andere door een schenking van koning Willem I was het mogelijk deze kerk te bouwen. In 1816 werd hij ingewijd.
De Heilige Lambertuskerk ligt verscholen onderaan de Maasdijk vlak bij het dorpje Heenweg. De kerk is in 1872-1873 gebouwd door jonkheer A.J.A. van Rijckevorsel. Het interieur is neogotisch. Boven de ingang staat een beeld van Sint Lambertus.
Andere monumenten:
- De Spaansche Vloot, horecagelegenheid en voormalige herberg uit 1700
- Oranjesluis, sluis met sluiswachterswoning aan de Maasdijk uit 1676
- Raadhuis, voormalige raadhuis van 's-Gravenzande uit 1869

Zie ook
- Lijst van rijksmonumenten in 's-Gravenzande
- Lijst van gemeentelijke monumenten in 's-Gravenzande

## Voorzieningen

### Sport

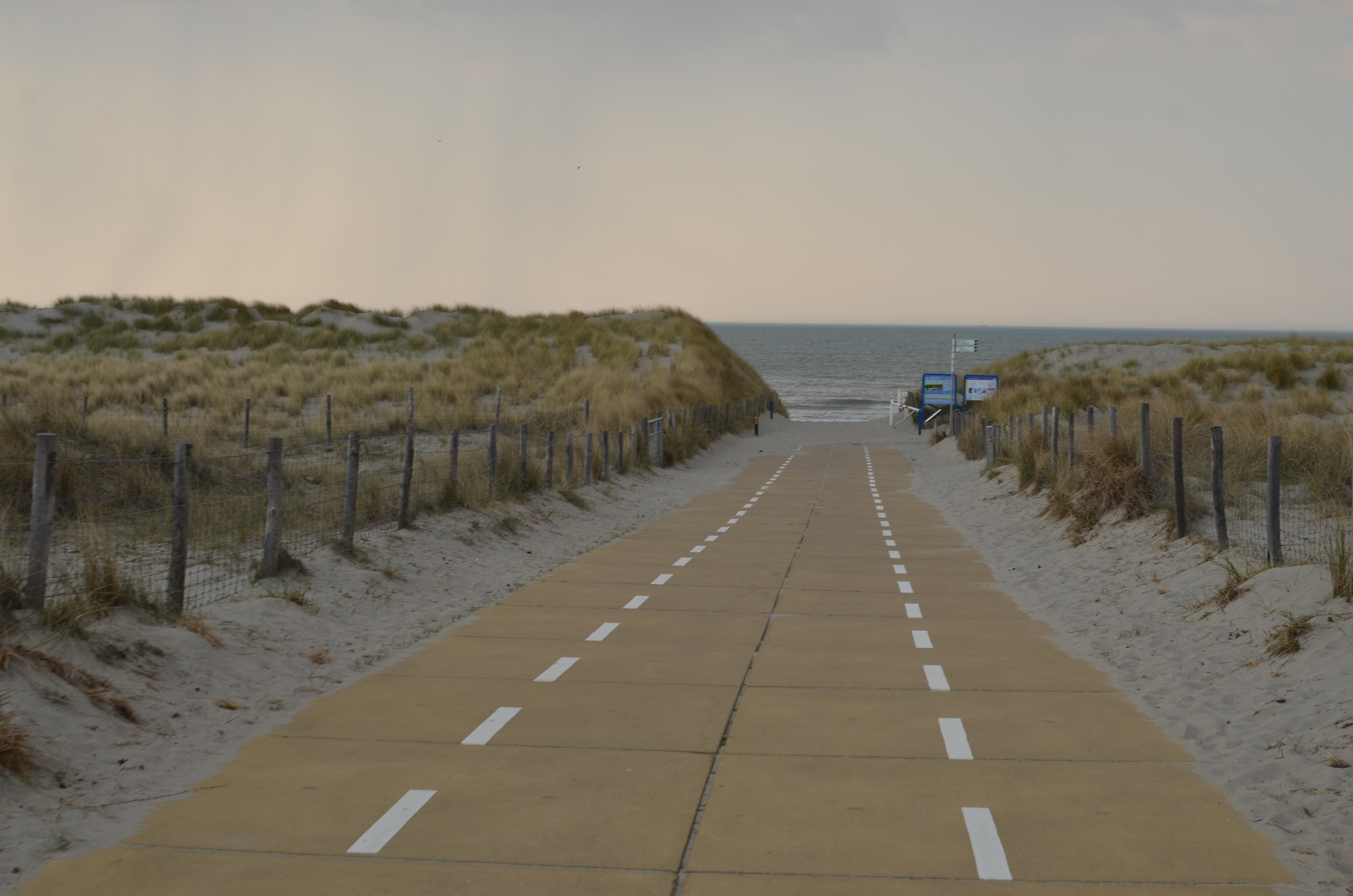
Het strand bij Arendsduin.

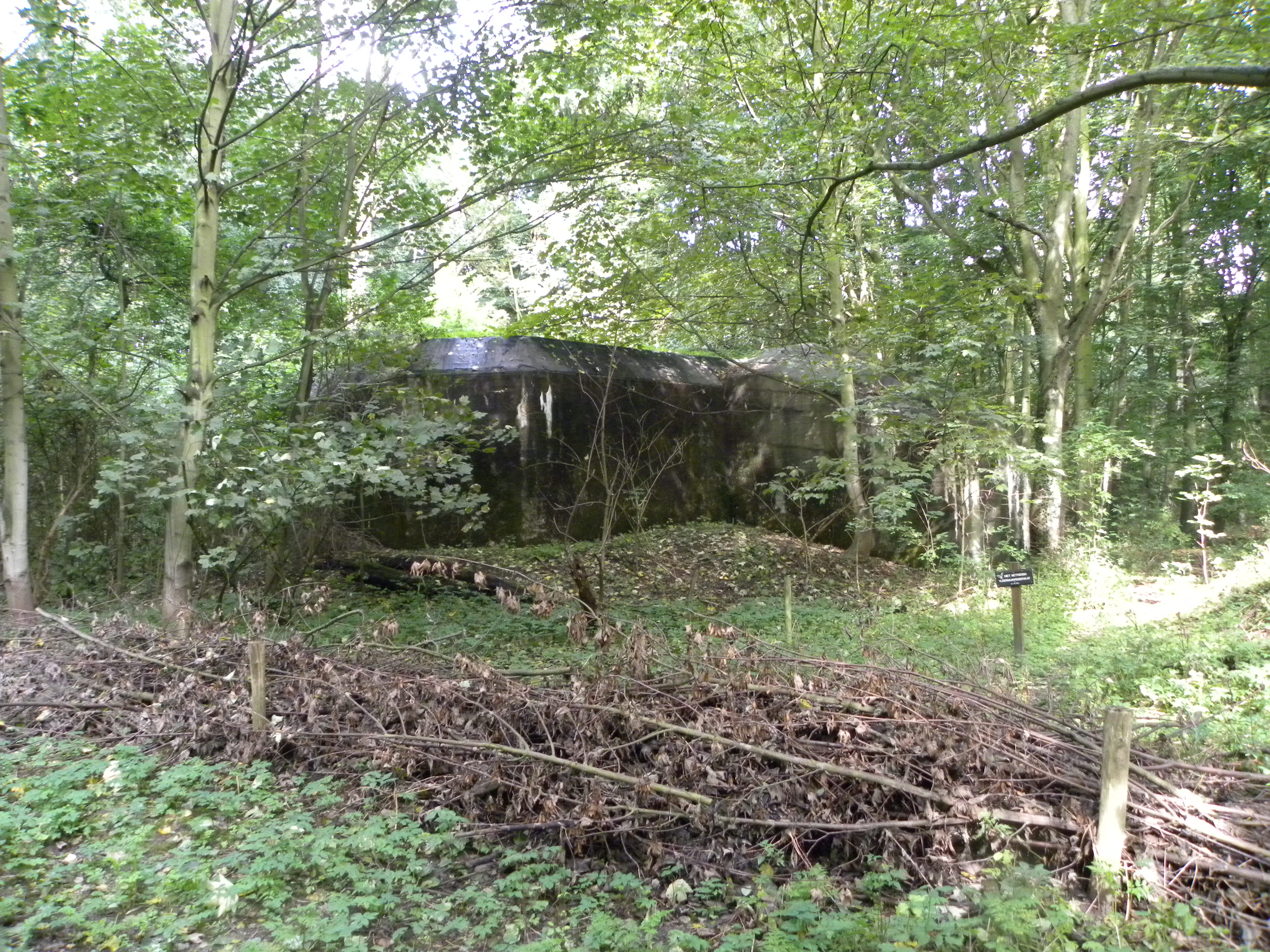
In het Staelduinse Bos staan nog meerdere bunkers uit de Tweede Wereldoorlog.

- Turnen wordt gedaan bij de OKK (Oefening Kweekt Kunst) in de Westlandhal en in de gymzaal van het ISW aan de Gasthuislaan.
- Korfbal wordt gespeeld bij de christelijke korfbalvereniging ONDO.
- Voetbal wordt gespeeld bij FC 's-Gravenzande, de fusieclub van de zaterdagverenigingen 's-Gravenzandse SV (in de volksmond De Sport) en de 's-Gravenzandse VV (lokaal bekend als Rood-Wit). De verenigde voetbalclub heeft zo'n 1700 leden en speelt in het Juliana Sportpark.
- Tennis wordt gespeeld bij LTC 's-Gravenzande, op het SchwagermannTennispark.
- The City, hier zijn vier squashbanen.
- Volleybal wordt gespeeld bij Monza. Monza is voortgekomen uit een fusie tussen GVC uit 's-Gravenzande en Mov'Over uit Monster.
- Basketbal wordt gespeeld in de Westlandhal
- Jeu de boules wordt gespeeld bij 's-Gravenboules.
- Zwembad Maesemunde.
- Sporthal de Westlandhal.
- De schietvereniging van 's-Gravenzande is gevestigd aan de Koningin Julianaweg.
- de ruitervereniging van 's-Gravenzande is gevestig aan de strandweg 1

### Media
In 's-Gravenzande bevinden zich drie media-organisaties. Aan de Van de Kest Wittensstraat is de studio van het radio- en tv-station WOS gevestigd, waar 24 uur per dag radio en tv wordt uitgezonden. Sinds 2012 is WestlandReport [Ende Media/vanderendediensten] gevestigd in 's-Gravenzande dit is een lokale nieuwswebsite welke diverse berichten plaats over de gemeente 's-Gravenzande.

### Natuur
Het Staelduinse Bos is sinds 1987 in beheer bij de stichting het Zuid-Hollands Landschap. In het bos is het bezoekerscentrum d'Oude Koestal gevestigd, waar informatie over de natuur in dit gebied is te vinden.
De Banken is een 90 hectare groot duingebied met twee laaggelegen natte duinvalleien.

### Strand
's-Gravenzande heeft een drie kilometer lang, breed zandstrand met drie strandopgangen: Arendsduin, Beukel en Vlugtenburg. Slag Arendsduin is de meest noordelijke en ligt tegen de plaats Monster aan. Slag Beukel is de grootste strandopgang van 's-Gravenzande, en slag Vlugtenburg is de meest zuidelijke tegen Hoek van Holland aan. Bij de slag Vlugtenburg is ook onder andere zomerverblijf Zeerust gelegen. Dit zomerverblijf is oorspronkelijk opgezet als uitbreiding van Recreatieoord Hoek van Holland. Recreatieoord Hoek van Holland uit 1923 behoord tot de oudste recreatieoorden van Nederland.
In 2009 werd het strand van gemeente Westland uitgeroepen tot 'Schoonste Strand van Nederland'.
Het strand van 's-Gravenzande wordt in de zomermaanden bewaakt door de s-Gravenzandse Vrijwillige Reddingsbrigade (GVRB). Deze is aangesloten bij de overkoepelende bond Reddingsbrigade Nederland.

## Wijken en buurten
- Centrum
- Edelstenenwijk
- Heenweg
- Nieuwe Vaart
- Oostzijde
- Oudeland
- Teylingen (industrieterrein)
- Tuinveld (nieuwbouw)
- Vreeburgh
- Vreelande
- Zandevelt
- Het nieuwe water

## Geboren in 's-Gravenzande

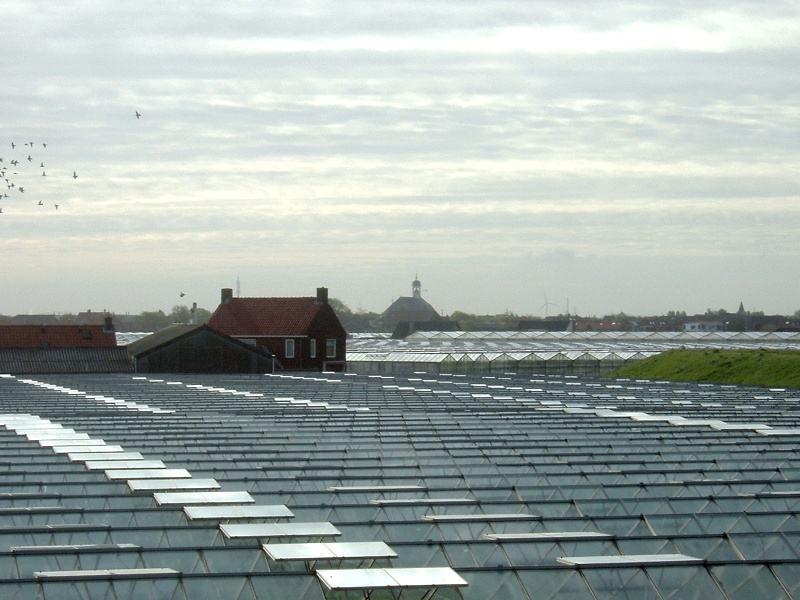
Blik vanaf de duinen over de kassen naar 's-Gravenzande

- Anton Eduard van Arkel, (1893-1976), scheikundige
- Bastiaan Jan Ader (1909-1944), predikant en verzetsman
- Wim van der Voort (1923-2016), schaatser
- Huub Kortekaas (1935-2024), beeldend kunstenaar
- Hans Mondt (1941-1995), diskjockey en presentator
- Marinus Dijkhuizen (1972), voetbaltrainer
- Daniëlle Overgaag (1973), wielrenster en tv-presentatrice
- Oscar Moens (1973), profvoetballer
- Stefan Aartsen (1975), zwemmer
- Barry Schep (1979), korfballer
- Peter Valstar (1985), politicus
- Steffie Weterings (1989), padelspeelster
- Jutta Leerdam (1998), schaatsster
- Lisanne Kruijswijk (2001), handbalster

## Bekende (voormalige) inwoners van 's-Gravenzande
- Thiemo de Bakker, tennisser
- Jaap Bax, journalist en oud-wethouder in 's-Gravenzande
- Dirk van Duijvenbode, darter PDC
- Tim Hofman, presentator
- Sander Jan Klerk, acteur
- Klaasje Meijer, zangeres bij K3
- Tom Leezer, Nederlands kampioen wielrennen bij de beloften 2007
- Frans Moor, politicus
- Leonard Roggeveen, onderwijzer, kinderboekenschrijver
- Erica Terpstra, atlete, presentatrice en politica, oud-gemeenteraadslid van 's-Gravenzande